# La dama del mar (película de 1954)
La dama del mar  es una película argentina en blanco y negro dirigida por Mario Soffici según su propio guion escrito sobre la adaptación por José Ramón Luna y Rafael García Ibáñez del drama homónimo de Henrik Ibsen. La película se estrenó el 27 de enero de 1954, y contó con Zully Moreno, Alberto Closas, Roberto Airaldi y Ernesto Bianco como actores principales. Fue filmada parcialmente en Mar del Plata, Laguna Brava y Quequén.

## Sinopsis
Una mujer obsesionada, lucha desesperadamente por vencer al pasado que la ata.

## Reparto
Colaboraron en la película los siguientes intérpretes:
- Zully Moreno
- Alberto Closas
- Roberto Airaldi
- Ernesto Bianco
- Carlos Cotto
- Mirtha Torres
- Nina Brian
- Fernando Labat
- Jacques Arndt
- Adolfo Calcaño
- Jesús Pampín
- Juan Alighieri

## Comentarios
Noticias Gráficas dijo en su crónica:

”Típica expresión del teatro melancólico de Ibsen, filtra su humanidad y su clima de extrañas sugerencias a través de algunas escenas y halla, por lo general, un tratamiento inteligente y sincero por parte de su director.”

King en El Mundo opinó sobre el filme:

”Era necesario adentrarse profundamente en el espíritu de su heroína, comprenderlo y expresarlo.para que todo el complicado armazón del humano problema no se derrumbase…Todo esto está felizmente logrado .”

Por su parte Manrupe y Portela escriben que la película es una:

”Aburrida adaptación de Ibsen en que lo único interesante es descubrir a Zully Moreno corriendo “desnuda” por la playa al comienzo (y en la oscuridad).”